# Chantal Julien
Chantal Julien (Grenoble, Francia, 13 de noviembre de 1964) es una ex-árbitro internacional de baloncesto. Ha arbitrado dos finales de juegos olímpicos. Actualmente ejerce de comisario en partidos de la FIBA.

## Biografía
Debutó en 1988 en el mundo del arbitraje cuando aún era jugadora, para ayudar a su club, Challes-les-Eaux, que tenía un déficit arbitral. Mientras continuaba su carrera como jugadora, rápidamente escaló los diferentes niveles del arbitraje francés. En 1997, hizo su debut como árbitro Pro A.
Su pasado como jugadora le permite sentir y analizar situaciones y rápidamente adquiere el respeto de los entrenadores. Sufrió algunos comentarios sexistas pero sus cualidades también le permitieron ganarse el respeto de los jugadores.
Sus buenas actuaciones le llevaron a convertirse en árbitro internacional, primero durante un Campeonato de Europa. La temporada siguiente, arbitró en la Final Four de la Euroliga femenina de Brno.
Continúa arbitrando en torneos internacionales y para el Campeonato Mundial Femenino de 2002, tiene el honor de arbitrar la final entre Estados Unidos y Rusia (79–74). Se convierte, junto con Pilar Landeira, en la primera mujer en arbitrar una final de un campeonato mundial.
Dos años después, oficia en el torneo olímpico de Atenas. Una vez más tiene el honor de arbitrar la final entre Estados Unidos y Australia (74–63). Durante la próxima Olimpiada, durante los Juegos de Pekín, fue nuevamente designada como árbitra de la final del torneo femenino entre Estados Unidos y Australia (92–65).  Anteriormente ya había arbitrado una semifinal y era la única mujer que arbitraba un partido del torneo masculino, Estados Unidos contra Alemania (106–57).

## Clubes
- Challes-las-Aguas Basket
- Chenôve
- Tarbes Gespe Bigorre
- Vence
- Mandelieu BC

## Palmarés
- Campeona de Francia de nacional 2 con Challes-las-Aguas Basket en 1986
- Campeona de Francia con Challes-las-Aguas Basket en 1992
- Ganadora de la Copa de Francia 1988